# TortoiseGit
„TortoiseGit“ е клиент за Git системата за контрол на версиите. Той е безплатен софтуер под лиценз GNU General Public License (GPL) работещ като Windows Shell-допълнение и е базиран на TortoiseSVN.
TortoiseGit позволява на потребителите да управляват файлове и директории в реално време. Файловете се запазват в локално хранилище, което е много подобно на обикновен файлов сървър като разликата е, че хранилището помни всяка една промяна по файловете и позволява на потребителите да ги възстановят с по-предна дата ако са решили, че им е нужно.
В „Windows Explorer“ клиентът предоставя интеграция с контекстните менюта за Гит командите, както и различни икони показващи статуса на директориите и файловете. TortoiseGit разполага с TortoiseGitMerge помощното средство, което позволява визуално да се сравняват два файла и да се разрешават конфликти.

## История на TortoiseGit
През 2008 г., Франк Ли установява, че Git всъщност е много добра control version система, но това което ѝ липсва е добър графичен интерфейс, който да е удобен за потребителите(GUI client). Идеята този графичен интерфейс да използва Windows shell-интеграция е вдъхновена от подобен клиент (TortoiseSVN), който се използва за SVN. Франк Ли изучава внимателно сорс кода на TortoiseSVN и използва основите му да започне проекта – TortoiseGit. Той го регистрира в code.google.com и пуска сорс кода онлайн. В края на 2010 година, Свен Стрикрот също се включва в проекта. След няколко години той е основният човек, който поддържа приложението.
През август 2015 година, GoogleCode престана да съществува и проекта излезе със собствен уеб сайт – tortoisegit.org, а проекта се премести изцяло на GitLab. Git системата добива все по-голяма популярност, а с това се увеличава и броя на хората, които искат бърз и лесен достъп до нея какъвто представлява TortoiseGit.

## Дизайн

### Shell интеграцията
Благодарение на тази интеграция, TortoiseGit се съчетава със самата операционна система и става част от нея. За потребителя не е нужно да използва някакви приложения, програми или да променя нещо по настройките на своя Windows, за да я използва – всичко е вградено в стандартните менюта на системата. Тази интеграция не е ограничена само до Windows Explorer, контекстното меню работи и с други файлови мениджъри. При работа с тях обаче е възможно да не са налични всички опции.
________________________________________________________________________________________________________________________________________

### Допълнения към иконите
Всеки един файл или папка, контролирани чрез TortoiseGit има допълнителна иконка върху основната икона, която позволява на потребителя да следи по-лесно статуса на файла или папката си в Git.
Тези насложени икони са базирани на системата, която използва TortoiseSVN (TortoiseOverlays.
_______________________________________________________________________________________________________________________________

### Лесен достъп до всички Git команди
Чрез Tortoise Git всички Git команди са на разположение на потребителите в Explorer контекстното меню.
С десен клик на мишката върху съответния файл или папка в менюто на Explorer-a се появява подменюто на TortoiseGit, където са достъпни всички налични Git команди.
Това прави приложението възможно най-лесно за използване от потребителите.
_______________________________________________________________________________________________________________________________________

### Проверка на правописа
TortoiseGit предлага опцията проверка на правописа, с чиято помощ може да се следи за грешки от синтактичен характер преди изпращане на съобщението за промените по вашето хранилище. При първоначалната инсталация на TortoiseGit автоматично се добавя езиковият пакет, който е на английски. Може да се добавят и други пакети на различни езици, които улесняват проверката на правописа в реално време.

## Основни опции в TortoiseGit

### Създаване на ново Repository
Създаване на ново Repository е много просто – използва се контекстното меню в празна директория и се избира опцията Git/Create Repository here.

### Клониране на вече съществуващо Repository
Клонирането на вече съществуващо Repository е също толкова лесно – избира се Git Clone от контекстното меню в празна директория. Ще се появи прозорец със следните опции:
- URL: URL адреса, от който ще клонирате
- Directory: Локалната директория, където ще бъде запазено копието
- Командата Clone поддържа http, git and ssh протоколи.
________________________________________________________________________________________________________________________________________

### Commit
Изпращането на промени към repository се нарича commit. Преди да се направи нов commit може да се провери кои файлове или директории са били модифицирани локално през менюто TortoiseGit/Check for Modifications.
Ако няма конфликти, потребителя може да направи новия Commit като избере съответните файлове или директории и от менюто избере TortoiseGit/Commit.
Следващият прозорец ще покаже всички промени по файловете – изтрити, добавени или файлове, които не са били по version control. Ако даден файл не трябва да бъде изпращан се маха отметката пред него. Обратно, ако искате да добавите файл, който не е бил по version control преди, просто сложете отметката пред неговото име.
Винаги трябва да се въвежда съобщение, което описва какви точно промени са направени. Това ще помогне да се види бързо и лесно, какво се е случвало и кога, когато се разглежда историята на проекта на по-късен етап. Съобщенията могат да бъдат с каквато дължина е необходимо, като конкретните проекти често имат стриктни правили относно какъв език да се ползва, какво да съдържа и как да бъде форматирано съобщението. Можете да се използва просто форматиране подобно на писането на email. Кодовете са *текст* за bold, _текст_ за подчертаване, ^текст^ за italics.

### Проверка на промените
Командата TortoiseGit/Check For Modifications е полезна, когато е нужно да се види какви промени са били направени от други хора. В този прозорец се показват всички видове промени извършени по файловете от проекта, както и файловете, които не са под version control. Използват се следните цветове за различните файлове:
Син: Локално модифицирани файлове.
Лилав: Добавени файлове.
Тъмно червен: Изтрити или липсващи файлове.
Зелен: Файлове модифицирани локално и в repository-то. Промените ще бъдат слети при обновяването и могат да възникнат конфликти.
Ярко червен: Файлове модифицирани локално и изтрити в repository-то или Файлове изтрити локално и модифицирани в repository-то. Промените ще създадат конфликти.
Черно: Непроменени файлове или такива, които не са под version control.

### Sync
Прозореца Sync събира в себе си всички команди за управление на дистанционно repository – push, pull, fetch, remote update, send patch и др.

## Системни изисквания
Клиентът няма по-специфични хардуерни изисквания. Всички се отнасят към софтуера, който трябва да е инсталиран.
- За Windows 7 е нужен SP1
- Администраторски правомощия при инсталирането
- Git for Windows – препоръчително е да не се инсталира идващата с Git интеграция с Explorer